# 双城记
《双城记》（英語：A Tale of Two Cities）是英国作家查尔斯·狄更斯著作的一部以法國大革命为背景所写成的长篇历史小说，情節感人肺腑，是世界文學經典名著之一，故事中將巴黎、倫敦兩個大城市連結起來，围绕着医生一家和平民出身的革命黨夫婦为首的圣安东尼区中展开一場揭開位於法國的貴族所隱藏的黑暗面，以及揭發雙方之間在十八年前隱瞞世人與不為人知的幕後故事。故事裡面描述描写當時的法國王室的終結、法國貴族是怎樣做出残害百姓、搶佔民女、草菅人命等行為引起眾多人民的憤怒、憎恨與不滿，促使革命党雅各賓派扇動人民對腐敗王室展開法国大革命的故事。

## 故事纲要
故事的舞臺在巴黎、倫敦兩大城市之間，围绕着法國医生一家和以平民出身的革命黨夫妇为首的圣安东尼区中展开一場揭開法國貴族的黑暗面以及兩者之間在十八年前在背後隱瞞世人、不為人知的幕後故事。裡面描述當時的法國王室的終結、法國貴族是怎樣做出残害百姓、行搶民女與草菅人命等行為引起眾多人民的憤怒、憎恨與不滿，促使革命党雅各賓派扇動人民對腐敗王室展開大革命的故事。

### 開場白
那是最好的時代也是最壞的時代，那是充滿智慧的時代也是最愚蠢的時代，那是信仰的時代也是懷疑的時代，那是光明的季節或是黑暗的季節，那是希望的春天也是絕望的冬天，我們面前即使有一切或者面對一無所有，我們都邁向天堂都直奔另一條路——在簡而言之，那個時期與現在的時期相去甚遠，以至於它的一些最喧鬧的權威堅持認為它被接受，無論好壞只在最高的比較之中。

### 一位「政治犯」復活的訊息
1775年11月，一位年邁的男子在搭乘從倫敦前往濱海都市杜佛的深夜馬車。這名男子是倫敦的泰爾森銀行經理賈維斯·勞雷（Jarvis Lorry），他的年紀雖然大卻仍然不顧年邁身軀搭乘馬車的目的是為了他十八年前在過去無法忘記的往事。
十八年前的也就是1757年的12月，勞雷在泰爾森銀行駐巴黎的工作期間由於生意的來往因此結識不少法國人民，在這些法國人民當中，法國的醫師亞歷山大·曼奈特（Dr. Alexandre Manette）與他的英籍妻子跟勞雷互為好友關係，他們將財務交給勞雷與銀行所保管。但是曼奈特卻不知道為什麼在他妻子將要臨盆前就突然與世隔絕、杳無音訊。當時所有人都急忙找尋曼奈特醫師的行蹤卻都毫無結果，曼奈特醫師的妻子為此感到很悲痛之下育有女兒露西·曼奈特（Lucie Manette）在撫養她兩年後以憂鬱而終，因此勞雷帶著悲痛的心情將露西帶去倫敦交託給善良的女傭波希小姐（Miss Pross）來撫養她成人。
十八年後，勞雷剛收到銀行的搬運工傑里·克倫徹（Jerry Cruncher）所傳達的消息，根據傑里的情報指出曼奈特在十八年前還活著，當時他因為不明原因被當成政治犯而关进巴士底監獄的北塔105號牢房，最近曼奈特醫生被釋放後沒多久因為身心長期受到嚴重摧殘變得失憶處於精神失常的狀態，所以他就由他的前傭人兼圣安东尼區的酒店(革命活动的联络站)老闆歐內斯特·德法奇（Ernest Defarge）與他的年紀妻子泰雷莎·德法奇夫人（Madame Defarge/Teresa Defarge）所提供閣樓住處內安頓下來，不過他每天總是用製鞋工具來製做鞋子來度日(當時他待在巴士底監獄的期間就是靠這些技巧才能存活的)。
勞雷在拜訪露西與波希小姐時將曼奈特醫師還活著的消息告訴她們，起初露西在聽聞她早已去世的父親還活著的後決定跟隨勞雷去法國，後來勞雷跟露西到巴黎的圣安东尼區然後在德法奇的帶領下找到曼奈特醫師，剛開始曼奈特醫師有點精神錯亂完全不認得德法奇與勞雷兩人，後來他發現露西的金髮與他亡妻的髮色即為相似，他知曉露西的身分後就擁抱她，後來露西和勞雷在德法奇與正在編織圍巾的泰雷莎·德法奇夫人的目送下帶著曼奈特醫師離開酒店，他們在傍晚時分離開巴黎返回倫敦。

### 兩位身分不同的青年、革命的開始
五年後，曼奈特醫師在露西的照料下逐漸康復，兩人住在倫敦的幽靜的宅邸裡，由於曼奈特醫師在十八年前還活著的消息迅速傳播在外界，有不少的病人也紛紛找曼奈特醫師過來治病，因此曼奈特醫師父女的生活變的富裕起來不少。某天，倫敦的法庭正在處理一樁間諜案件，使曼奈特醫師與露西和勞雷都坐在旁聽席上，被告者是一位英俊的青年查尔斯·丹尼（Charles Darnay），他因為涉嫌在英法之間從事不可告人的祕密行動被以涉嫌為間諜的嫌疑遭到起訴。
被傳喚至法庭兼告發查尔斯的人是約翰·拔沙（John Barsad），他解釋他在五年前目睹查尔斯搭成馬車到倫敦卻在途中下車收集些秘密情報，查尔斯解釋他仍然在法國不可能搭上往倫敦至杜佛的馬車，而被法官給傳訊的勞雷也否認他在車上沒有看到查尔斯，但是在約翰的指證與查尔斯的辯解下案子的結果依然毫無結果，這時一个有才华但愤世嫉俗、同時擔任查尔斯的辯護律師的助手雪尼·卡頓（Sydney Carton）突然在變條上寫著什麼字條然後將紙條扭成小團狀扔給律師，律師看到紙條然後看清楚查尔斯的容貌時，突然質問約翰是否看錯對方的長相，聽眾發現卡頓與查尔斯的樣貌及為相似開始宣鬧起來令約翰不得不說他看錯對方。這使法官只好宣判查尔斯以無罪釋放。
後來露西在法庭將查尔斯介紹給曼奈特醫師，但是曼奈特醫師看到查尔斯時露出不太高興的模樣使露西為此很擔心，因此她只好纏扶曼奈特醫師回去，令一方面，卡頓看著律師向眾人炫耀法庭上的審判經過，他從以前很早習慣沒有人關注與愛護自己的行為，不過這也使他露出變得懶散、消沉與寡歡的模樣。之後查尔斯與卡頓經常造訪曼奈特醫師並且對露西產生愛慕之情，後來，查尔斯曾跟曼奈特醫師父女敘述他聽過倫敦塔內部的傳聞出人們在有一次挖掘倫敦塔時在某個地牢中發現牆角一塊石牆上看到某個囚犯刻著「挖掘」二字的字跡，那個石牆被挖開後裡面只有一團紙灰團，據於裡面寫什麼內容到現今仍是個謎團，這時曼奈特醫師還沒聽完查尔斯講述的故事時突然激動起來，但是他看到露西產生介意時恢復常態並且解釋他看到一大滴雨水滴落在自己的頭上時感到驚慌，不過勞雷卻早已猜測曼奈特醫師的詭異舉動。曼奈特醫師發現查尔斯的容貌，他將他誤看成十八年前曾讓他被關押在巴士底監獄的人亦是查尔斯早已斷絕往來的叔父——厄弗里蒙地侯爵（Marquis St. Evrémonde），當年厄弗里蒙地侯爵跟他的孿生兄弟(查尔斯已故的父親)曾在一次事件中將他們犯下的罪行栽贓給曼奈特醫師，也在十八年後依然做些許多為非做歹、沈迷色慾以及塗炭生靈的行徑，因此查尔斯對他的家族的行为產生厭惡與不满並且繼承他過世的母親所交代的遺言下獨自走到伦敦去谋生。與此同時，查尔斯的叔父厄弗里蒙地侯爵仍然在他的豪華鄉間宅第內跟其他多數的貴族們過著紙醉金迷與驕奢淫逸的奢侈生活中，他每天早上都要有四位傭人來服侍自己，厄弗里蒙地侯爵很希望他的姪子查尔斯能繼承他們家族的遺產，他最近寫信給查尔斯回來是要處理他們家族遺產的手續問題，但實際上他是要支配與控制查尔斯當做藉口，自從他在賄絡約翰的計畫失敗後就依然無法諒解查尔斯的轉變為平民的想法，所以厄弗里蒙地侯爵將查尔斯視為他們家族中最大逆不道的敗家姪子。某天早上，厄弗里蒙地侯爵命令他的馬伕駕駛馬車若無其事地在擁擠的街道上肆無忌憚地狂奔行駛，結果他的馬車輾斃一位農夫加斯帕德(Gaspard)的孩子，雖然他支付賠償金給加斯帕德卻無法平息他的悲怒，這時勸阻加斯帕德的德法奇趁著厄弗里蒙地侯爵離開前將金幣用力丟回馬車上，促使厄弗里蒙地侯爵為此大怒辱罵觀看現場的人群。
厄弗里蒙地侯爵與剛來到宅邸的查尔斯碰面後開始爭論不斷，厄弗里蒙地侯爵埋怨最近革命的變動促使法國王室的勢力衰退還有法國貴族的制度受到限制，現在他們無法再過著些繁華富貴的生活，查尔斯表明他早已對叔父總是迷戀他們身為貴族的生活方式與所做的行徑感到很厭惡，他打算要開始為他們家族所做的行為做些真心的懺悔或得上帝的寬恕與原諒，厄弗里蒙地侯爵為此感到震怒與批評查尔斯決定要拋棄他們的家族藉此捨棄繼承遺產的事，最終查尔斯只好以不歡而散的方式直接離開法國並且勸告他的叔父應該要以人民的處境著想為先而不是迷戀貴族的生活，但是厄弗里蒙地侯爵並沒有把查尔斯的忠告給聽進去，他依然在思考著要用什麼樣的手段讓查尔斯身陷不利的情況。結果，厄弗里蒙地侯爵在當天晚上被人發現自己在自己臥室已經氣絕身亡，而犯案的兇手用小柄首在刺殺厄弗里蒙地侯爵後留下一張寫著「送他進入地獄的墳墓 雅各賓派留」的淺草字跡便條。之後厄弗里蒙地侯爵遭人刺殺身亡的消息在隔天早上迅速傳遍置法國內，讓多數專制政權的貴族們感到很慌恐到派遣大量的軍警追緝與嚴懲凶手。幾天後，雅各賓派的人們聚集德法奇的酒店開始策畫革命行動，泰雷莎在她編織圍巾上編織成不同的花紋，她的圍巾記錄著當年的貴族們是如何殘忍對待百姓的經過，泰雷莎非常想要找到絕佳的機會向貴族們展開復仇計畫，她甚至在夜幕向群眾的面前鼓舞他們參與革命行動，德法奇跟雅各賓派的少數民眾在酒店內聊到有關巴士底監獄北塔105號的訊息情報以及他們在外出聽聞剛刺殺厄弗里蒙地侯爵後逃亡、被逮捕的加斯帕德在某座鄉村被判處於絞刑的消息，他們決定是時候要讓貴族們好好體驗一下當年百姓是如何遭受殘酷對待的感受。

### 法国大革命的風暴、重返巴黎
後來，返回倫敦的查爾斯要求效忠他多年的管家泰奧菲爾·蓋白勒(Théophile Gabelle)將他家族的遺產全數分法給平民，然後他擔任一位法语教师引起學生們的尊敬與露西的仰慕，曼奈特医生雖然很介意查爾斯的身分背景，但是他為了考慮露西的將來的理由不得不同意答應婚事。之後曼奈特医生在露西跟查尔斯结婚到外地蜜月之旅的兩個禮拜期間獨自在小屋中開始使用製鞋工具引起勞雷的注意，勞雷要求曼奈特医生為了不讓露西感到擔憂的緣故勸他停止這種令人不解的動作，曼奈特医生明白勞雷的意思與苦衷後就保證自己已經不會再次做這種事，勞雷答應曼奈特医生將他的製鞋工具給摧毀掉，後來露西回來後見到她父親已經復原快速相當地很欣慰。幾天後，卡頓到曼奈特医生家的宅第上前祝賀露西，他解釋雖然自己無法為露西帶來幸福，不過他只要能守護她就足夠，露西在卡頓回去得當天晚上向查爾斯解釋他們是否可以對卡頓好些，幾個月後卡頓在露西的關心下經常拜訪曼奈特医生，他在那個時候成為露西的女兒所喜歡的對象。
1789年的7月中旬的晚上，勞雷帶著疲憊的心情造訪曼奈特医生一家，他告訴曼奈特医生近年來巴黎的動亂持續不斷讓不少的法國貴族開始逃亡海外的消息，與此同時在巴黎，平民們開始紛紛帶著武器、槍械等物品開始聚集在廣場，而以德法奇夫婦為首的雅各賓派黨召集些圣安东尼區的貧民窟居民往巴士底監獄的方向開始行動，很快地，煙火迅速籠罩著巴士底監獄的高塔與城內直到軍對投降為止使德法奇夫婦帶領平民們衝破監獄開始展開「行動」，德法奇在混亂間挾持一位獄史得到北塔105號是無見天日的牢房的答案後，他到105號牢房查看後搜索番後找到曼奈特医生待在此牢房內寫上的字跡的紙條，而泰雷莎高聲指揮民眾將典獄長給挾持至庭院內，她觀看民眾們將典獄長給毆打到斷氣後當場將他的首級給砍下來，然後命令一位平民將典獄長的首級掛在高塔頂上，之後平民們紛紛在城市至鄉間內燒毀多數貴族的宅第(包含查爾斯的叔父厄弗里蒙地侯爵的鄉間住所)，然後將不少前財政大臣與貴族們不是在街上做些侮辱般的遊行、當場處刑和吊掛在街道上的路燈就是送他們全數到斷頭台上。只有少數倖免於難的貴族們紛紛逃亡到國外甚至逃難到英國聚集在泰爾森銀行內想要確保他們的財富是否安然無恙。
勞雷在這些法國貴族們中試圖打聽法國內的情況與消息全部告訴曼奈特医生，他不顧曼奈特医生的勸阻決定要到巴黎盡快搶救留在巴黎銀行的文件資料，這時勞雷收到一封要給查爾斯的信件，查爾斯接到信件後發現這事他的管家蓋白勒寫的求救信，蓋白勒在信上寫著他雖然將查爾斯的叔父厄弗里蒙地侯爵家族的遺產全數分給平民卻仍被捕入監的經過，查爾斯知道蓋白勒是因為自己的理由遭遇災禍，他決定去巴黎營救蓋白勒然後跟曼奈特医生與露西不告而別獨自到法國，但是他很快的遭到革命法庭的武裝人員給抓獲並以逃亡罪給關入拉逢斯監獄。曼奈特医生與露西知道發現查爾斯留下他要到巴黎的訊息後迅速跟勞雷會面，曼奈特医生要求勞雷確保露西的安全，而自己則是四處奔走打聽查爾斯的行蹤，由於曼奈特医生在巴士底監獄被監禁的經歷博得法國人民的同情，所以他很快地打聽到查爾斯被關入拉逢斯監獄的消息，勞雷對查爾斯的處境感到很擔憂，而曼奈特医生任為如果他將他十八年前的經歷全部說給全巴黎的愛國者，到時查爾斯與他的管家蓋白勒將會被釋放出來，露西在她父親曼奈特医生出門至隔中午後開始對丈夫的處境感到很擔心，這時德法奇夫婦出現將曼奈特医生寫著查爾斯安然無恙，自己暫時無法回去的字條交給勞雷，知道查爾斯毫髮無傷的露西暫時放下擔憂，她直接哀求泰雷莎不要對查爾斯有什麼不利的舉動，但是泰雷莎跟露西解釋他們被貴族給迫害期間從來沒有獲得關住也沒有人出手幫助他們的痛苦經歷，她帶著德法奇離開前要求露西不能只想著查爾斯的處境。
另一方面，曼奈特医生在四天後回去並且將消息說給勞雷聽，曼奈特医生解釋在他到拉逢斯監獄的期間發現由雅各賓黨組成的革命法庭內聚集不少的「政治犯」，這些草率的判決中有一千一百多個人都被送入斷頭台，他跟法庭以自己曾是巴士底監獄的囚犯與德法奇的證明下希望能藉以釋放查爾斯卻被拒絕回應，但革命法庭的法官說他們會確保不會將查爾斯給處刑的承諾，而曼奈特医生決定看守查爾斯直至危險過去後才能離開，曼奈特医生離開監獄後靠著自己的經歷成為三個監獄的醫務觀察員去探訪查爾斯，然後將查爾斯的消息全部告訴露西。但是隨著時間過去，情況變得嚴峻起來，由於雅各賓黨的執政期間，他們不只將企圖逃亡而失敗的國王路易十六與王后瑪麗·安東妮夫婦送上斷頭台，甚至將不少的「政治犯」與落為階下囚的貴族們送往以「格洛提姑娘」的斷頭台上作為血祭，曼奈特医生卻依然相信他一定會盡快挽救查爾斯。後來，一年零三個月過去之後，露西依然一直照料父親與女兒，每當她對查爾斯的事感到很擔心時獲得她父親的安慰，後來等到審判的時刻，露西、曼奈特医生與勞雷提早到革命法庭，而查爾斯帶至法庭向國民公會解釋他早在革命還沒發生前早已拋棄貴族身分離開法國，自己沒有涉嫌逃亡的意思，而曼奈特医生激動地跟國民公會的人解釋查爾斯是因為要拯救他的管家蓋白勒來到法國，曼奈特医生為查爾斯的聲明引起民眾們的同意，他們一至要求法庭的人釋放查爾斯，後來查爾斯在他的管家蓋白勒被釋放後終於能返回露西與曼奈特医生的身旁，後來查爾斯與露西帶著曼奈特医生走出革命法庭。

## 圖集

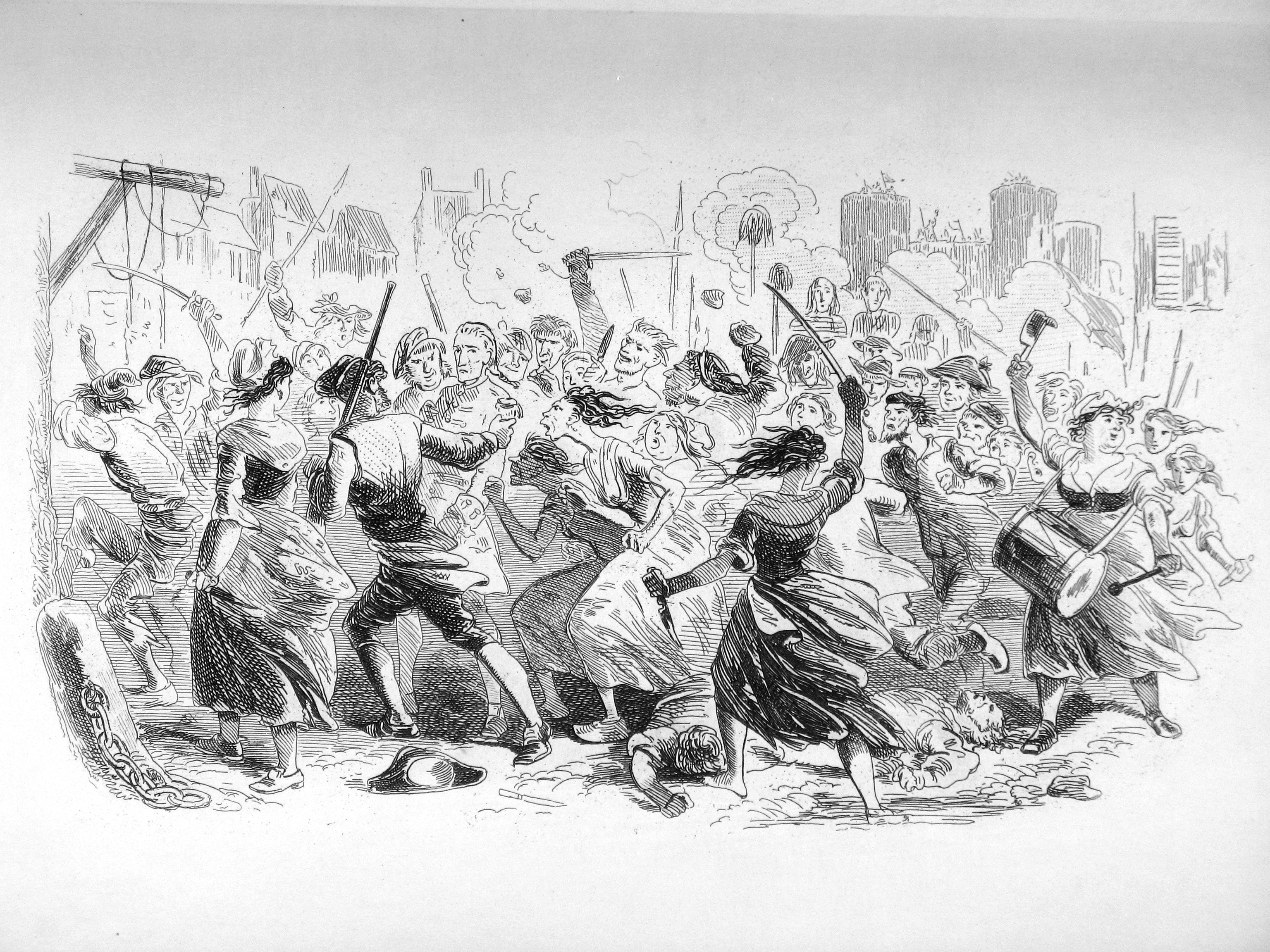
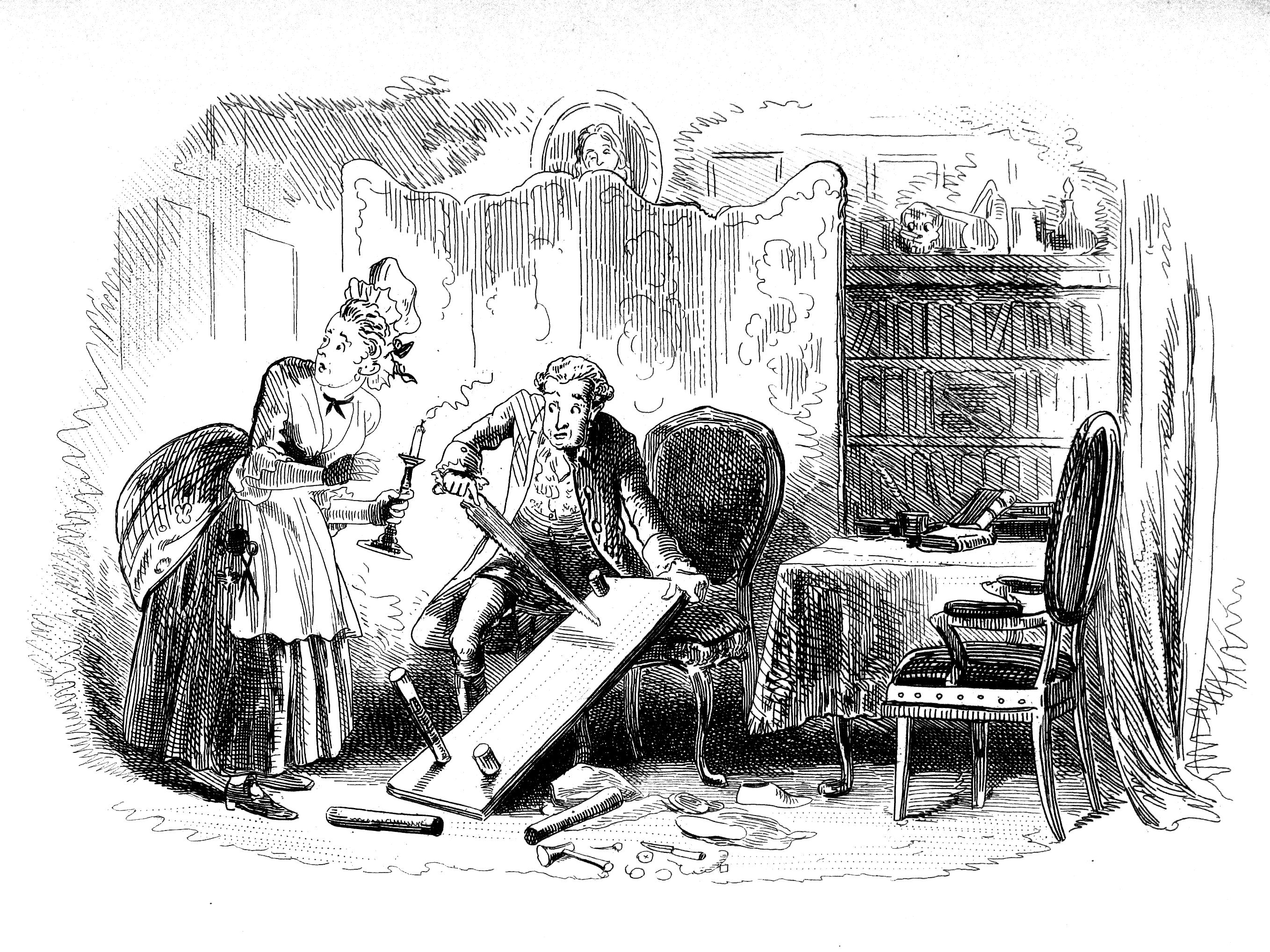
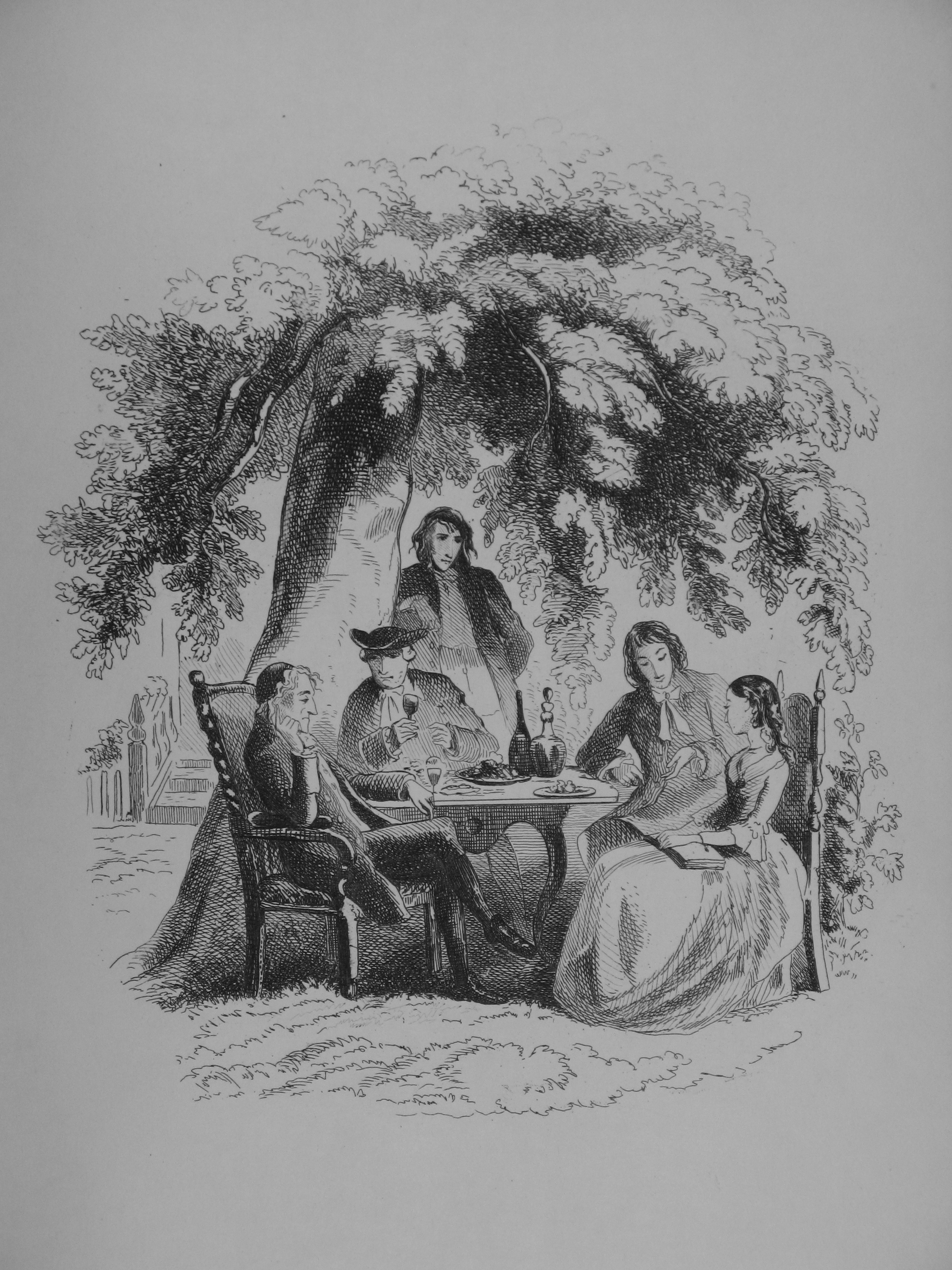
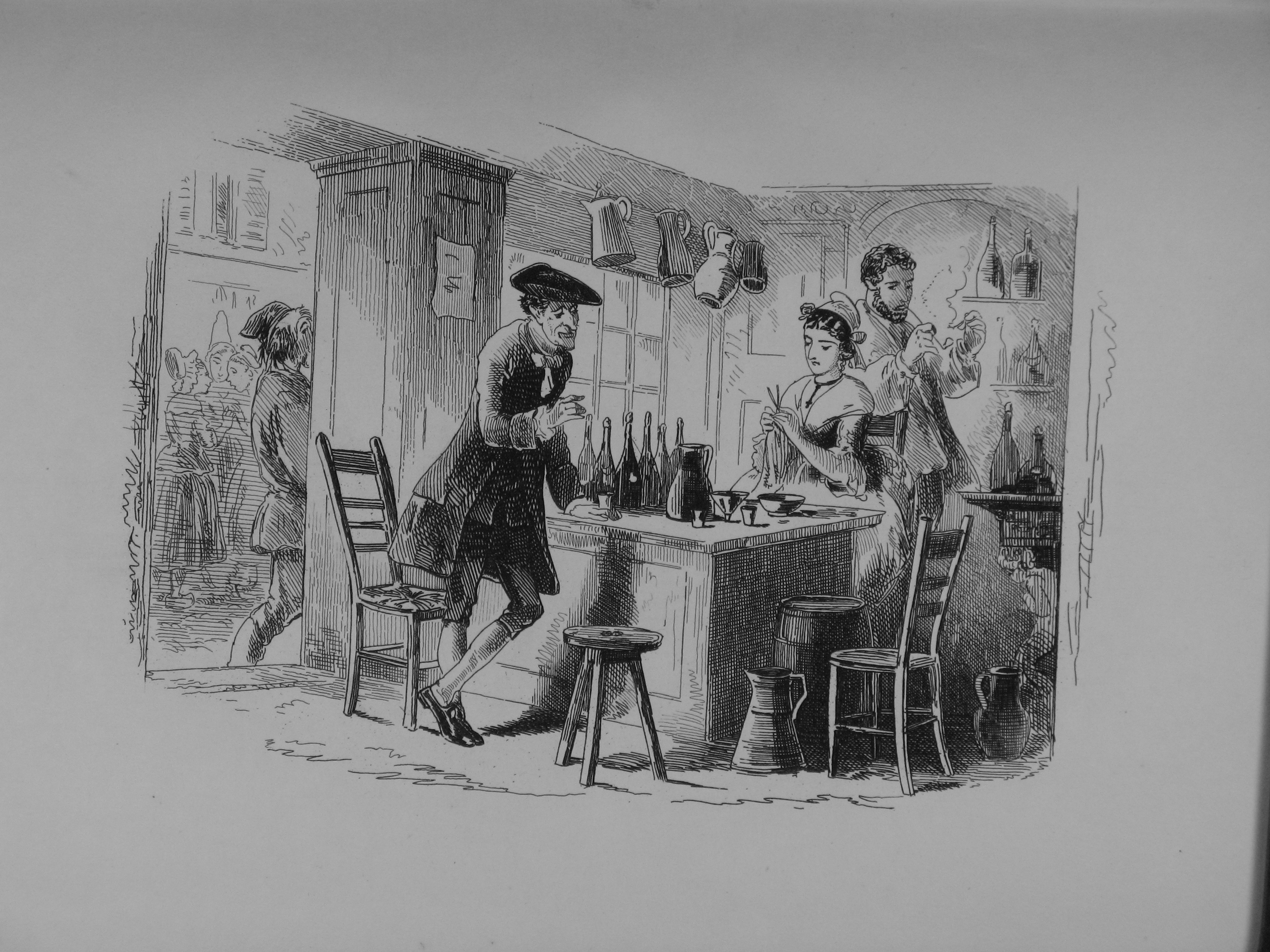

### 逆轉局勢的紙條內容、為了守護愛人的犧牲舉動
事情落幕後，曼奈特医生與查爾斯與露西原本暫時放鬆些，但是革命法庭的人員上前解釋情況改變的理由又再度帶走查爾斯，原因是检举查爾斯的舉發者居然是德法奇夫婦與曼奈特医生，隔天早上，查爾斯被送入革命法庭令曼奈特医生感到很震措然後解釋他沒有做出檢據他的女婿的行為，但是革命法庭的武裝人員拿著曼奈特医生在十八年前留下來的紙條當場說給聽眾聆聽。原來，曼奈特医生在十八年前寫下的紙條內容講明他在十八年前受查爾斯的叔父厄弗里蒙地侯爵與他孿生兄弟的委託下到他們的宅第裡面幫忙看診，雖然曼奈特医生不知道事情的詳細經過，但是他在別墅的閣樓與放至乾柴的木屋內分別看到一個病色蒼白、陷入發狂而亡的年輕婦女與一位身重劍傷、面臨瀕死的青年氣絕的情況，當時那位傷勢嚴重的青年在臨終前跟曼奈特医生解釋他與他姐姐都是厄弗里蒙地侯爵侯爵家的佃户，他在對厄弗里蒙地侯爵兄弟與他們的親人施下嚴厲神裁的詛咒期間描述他們所遭遇的經歷、自己將他們的妹妹給藏匿起來遠離禍害的經過以及厄弗里蒙地侯爵兄弟所犯下的殺人、行搶民女、享受色慾等罪行，因此曼奈特医生打算寫信給宮廷的王室公開這件事，他在寫信前為了不牽連自己的妻子決定瞞著她。
後來隔天，厄弗里蒙地侯爵的弟媳德奧奈夫人(查爾斯的母親)拜訪曼奈特医生，她解釋自己完全無法原諒她的丈夫與小叔的罪行，但她為了考量到她兒子的將來所以決定將自己所有珠寶送給他們家族的佃户家中僅剩的年輕女農也就是那對農家姐弟的妹妹來彌補自己的自責與罪惡感，即始無法向那位少女請求原諒與寬恕至少也要獲得上帝的原諒與寬恕，雖然曼奈特医生明白那位貴婦的善良與好意決定不法舉發她，可是他遭受厄弗里蒙地侯爵兄弟的陷害下被關入巴士底監獄，因此曼奈特医生決定就算自己處於不力的情況也要把自己所親眼目度的經歷全都記錄下來，直到有人將這件事給揭發出來為止，結果查爾斯因為曼奈特医生在十八年前留下的紙條內容被判處在二十四小時內送入廣場的斷頭台之刑，讓露西聽到判決結果時悲痛到暈過去。
這時剛趕到法國的卡頓趕緊扶起露西帶著她與曼奈特医生送回寓所，原來他聽聞查爾斯有難的消息來到法國。卡頓安慰曼奈特医生一家後就獨自走入巴黎的街道中走入德法奇開設的酒店中，他在無意間聽到德法奇夫婦與少數民眾的對話，德法奇跟泰雷莎說查爾斯將會背負他家族的罪行付出代價的事，但是他希望泰雷莎不要把曼奈特医生一家也視為仇恨的對象，但是泰雷莎反駁德法奇的要求，她說明自己正是曼奈特医生提及的厄弗里蒙地侯爵的弟媳德奧奈夫人生前正在尋找的農家少女，泰雷莎解釋厄弗里蒙地侯爵生前與他的孿生兄弟是怎麼將她的兄姊與親友給迫害致死還有自己雖然生還卻得面臨喪親之痛的經過，她立誓不將自己最痛恨的厄弗里蒙地侯爵一族給滅絕是不輕言善罷甘休，泰雷莎的話令法德奇不知道該怎麼辦才好，卡頓聽見整件事的經過迅速離開酒店然後跟勞雷要求他明早帶著曼奈特医生一家迅速離開法國然後將自己的證件交給勞雷，而且吩咐勞雷替自己保留座位然後說是這個座位有人要立刻動身。即使他們打算在下午在馬車內等他回來時就要離開。後來，卡頓到拉逢斯監獄與約翰碰面並且賄賂他得以進入監獄，這時在監獄的查爾斯正寫著給曼奈特医生與露西的遺書時與卡頓碰面，查爾斯要求卡頓不希望因自己的緣故受到牽累並且要求他離開監獄，但是卡頓用麻藥將查爾斯給弄昏後將他交給約翰，而自己則在牢房等待着他早已註定的命運。另一方面，曼奈特医生與露西在勞雷的安排下早已準備就緒搭上馬車，他們在毫不知情的情況下將查爾斯看錯成卡頓帶著他離開巴黎回到倫敦，查爾斯在離開巴黎後醒來跟著曼奈特父女重聚。
與此同時，泰雷莎到曼奈特医生的寓所正要開始找他們時卻發現房內凌亂不堪、空無一人的跡象，恰巧曼奈特医生家的女傭波希小姐正等她的兄長約翰過來與曼奈特医生一家會和，當她發現泰雷莎手持著短刀與槍械時開始二話不說的唇槍舌劍、扭打起來，結果在打鬥中波希小姐無意間觸碰泰雷莎的手槍扳機，導致泰雷莎的隨著火光一響而中槍倒地身亡。波希小姐跟她的兄長約翰會面後迅速離開巴黎。另一方面，押送當天要裝滿五十二個「祭品」的囚車沿着巴黎的街道到廣場，當時假冒查爾斯的卡頓安慰一名背負莫須有罪名的女裁縫並且敘說他們會得到仁慈的庇護，之後卡頓犧牲他自己換取查爾斯的生命走入斷頭台，後來露西在知曉卡頓的犧牲換取查爾斯的生命的消息時感到很哀傷，她和查爾斯育有名叫卡頓的兒子做為紀念卡頓與曼奈特医生過著平靜的生活。

### 結尾
狄更斯在考慮即將邁上斷頭台的卡頓最後預言性願景作為故事結尾：
我看到多數的民眾、巴爾薩德、克萊、德法奇、一個跟隨德法奇夫人的雅各賓派黨的成員、陪審員、法官，一長串新的壓迫者，他們在舊壓迫者的毀滅中崛起，在這種報復性的工具面前滅亡停止其目前的使用。我看到一座美麗的城市和一群聰明的人民從這個深淵中升起，在他們為真正自由而奮鬥的過程中，在他們的勝利和失敗中，在未來的漫長歲月中，我看到了這個時代和以前的邪惡這是自然的誕生，逐漸為自己贖罪和磨損。
我看到我為之獻出生命的那些生活，在我再也見不到的英國，和平、有用、繁榮和幸福。我看見她(指的是露西)懷裡抱著一個孩子，孩子就是我的名字。我看到她年事已高的父親(指的是曼奈特醫生)在他的醫治辦公室中對所有人忠實並且很平靜。我看到好心的老人勞雷(他們的老友)在十年的時間裡用他所有的東西照料著他們，然後平靜地接受他的獎賞。
我看到我在他們的心中擁有個避難所，在他們的子孫後代的心中。我看到一個老婦女在這一天的周年紀念日為我哀掉。我看到她和她的丈夫並排躺在他們最後一張塵世的床上，我知道在彼此的靈魂中，每個人並不比我在他們的靈魂中更受尊重和神聖。
我看到那個躺在她懷裡並以我的名字命名的孩子，一個男人在曾經屬於我的人生道路上奮力前行。我看到他贏得如此出色，以至於我的名字在他的光芒下變得赫赫有名。我看到我塗在上面的污漬消失了。我看到他，最公正的法官和尊貴的人，帶著一個我的名字的男孩，有著我認識的額頭和金色的頭髮，來到這個地方——那時看起來很漂亮，沒有一絲今天毀容的痕跡——我聽到他用溫柔而顫抖的聲音給孩子講我的故事。我所做的事情比以往任何時候都好得多；我得到的休息比我所知道的要好得多。

## 主要人物
- 曼奈特醫生（Dr. Alexandre Manette），一位老醫師，巴士底監獄的「政治犯」。
- 露西·曼奈特（Lucie Manette），曼奈特醫生的女兒。
- 查爾斯·丹尼（Charles Darnay），厄弗裡蒙地侯爵的姪子，原名是查爾斯·厄弗裡蒙地，因不滿家族對人民的刻薄所以拋棄自己身為貴族的身分，以母親德奧奈夫人的姓氏改名為丹尼，到倫敦謀生擔任一名法語教師，後來他對曼奈特醫生的女兒露西產生愛慕然後結婚。
- 雪尼‧卡頓（Sydney Carton），一位憤世嫉俗的律師，同樣也對曼奈特醫生的女兒露西·曼奈特產生愛慕。
- 歐內斯特·德法奇（Ernest Defarge），曼奈特醫生舊日的僕人，圣安东尼区的葡萄酒酒販。
- 泰雷莎·德法奇夫人（Madame Defarge/Teresa Defarge），德法奇的妻子，本名是泰雷莎，一位堅定的女革命者，對厄弗裡蒙地侯爵一族有極大的仇恨。
- 約翰·拔沙（John Barsad），受查爾斯的叔父厄弗裡蒙地侯爵的賄絡來陷害查爾斯的間諜。真名是索羅門·波希（Solomon Pross） 是波希小姐（Miss Pross）的哥哥。
- 波希小姐（Miss Pross），露西的保姆兼女傭，約翰·拔沙的妹妹
- 羅傑·錫利（Roger Cly），另一位間諜，約翰·拔沙的夥伴

### 其他人物
- 傑瑞克·朗徹（Jeremiah “Jerry” Cruncher），特爾森銀行的搬運工和信使，故事開頭中將曼奈特還活著的消息傳達給經理勞雷，也在目的盜挖墓碑的遺體出售給醫學院和學生，從而賺取額外的收入的中年男子。
- 賈維斯·勞雷（Jarvis Lorry），倫敦特爾森銀行的經理，與曼奈特一家為朋友關係，在好友曼奈特突然在巴黎離奇失蹤時負責照顧與扶養他的女兒露西。
- 厄弗裡蒙地侯爵 (Marquis of Evrémonde) ，查爾斯的叔父，法國貴族中的侯爵。
- 加斯帕德(Gaspard) ，一位貧困的農夫
- 雅各賓派的人民(Jacques people)：參與德法奇夫婦的陣容引發法國大革命的雅各賓派群眾。期中一人擔任革命法庭的陪審員與斷頭台的觀賞者。
- 泰奧菲爾·蓋白勒(Théophile Gabelle)：效忠厄弗裡蒙地侯爵一家的管家，他被革命者給囚禁期間將求救信交給查爾斯。

## 外部連結
- 互联网电影数据库（IMDb）上《A Tale of Two Cities》的资料（英文）,1935年雙城記電影
- A Tale of Two Cities - 古腾堡计划
- A Tale of Two Cities, full text with audio.
- Complete audio book at Librivox Project（页面存档备份，存于）.
- A Tale of Two Cities Book Notes Summary（页面存档备份，存于）.
- 'Dickens: A Tale of Two Cities', lecture by Dr. Tony Williams on the writing of the book, at Gresham College on 3rd July 2007 (with video and audio files available for download, as well as the transcript).
- Asolo Repertory Theatre and Beyond the Book - Asolo Rep's community literacy initiative to inspire reading and community connection featured A Tale of Two Cities by Charles Dickens during the 2007-08 season
- 《双城记（页面存档备份，存于）》在线阅读（简体中文）